# Liste der geschützten Landschaftsbestandteile in Rosenheim
In Rosenheim gab es im März 2024 insgesamt 9 ausgewiesene geschützte Landschaftsbestandteile.

## Geschützte Landschaftsbestandteile
| Altwasser südwestlich des Floriansees                      |    | LB-00298 | Rosenheim | ⊙ | 0,26 | 8. Nov. 1983  |
| Auwaldrest an der Tegernseestraße                          |    | LB-00087 | Rosenheim (eine dreieckige Fläche begrenzt durch die Mangfall, der Eisenbahnstrecke und Gewerbebauten; Laubbäume, Sträucher, Totholz, trockener Untergrund) | ⊙ | 1,30 | 4. Okt. 1994  |
| Bachrinnen-Eschenwald/Erlenwald an der Schlößlstraße       | BW | LB-00088 | Rosenheim | ⊙ | 1,28 | 4. Okt. 1994  |
| Drei Großbäume an einer Wasserstelle in Pang - Beim Bründl |    |          | Rosenheim, Pang Umfasst die Kronenschirmfläche + 1,50 Meter; nicht zum Schutzgegenstand gehört die Quellfassung                                             | ⊙ |      | 29. Juli 2014 |
| Ehemaliger Innaltlauf im Ortsteil Happing                  |    | LB-00075 | Rosenheim | ⊙ | 1,19 | 14. Dez. 1983 |
| Feldgehölz am östlichen Ortsrand von Brucklach             | BW |          | Rosenheim, Gemarkung Pang | ⊙ | 0,24 | 1. Juni 2012  |
| Gießenbach                                                 |    | LB-00073 | Rosenheim, Kastenau | ⊙ | 2,04 | 8. Nov. 1983  |
| Grünzug am Wasserturm vom Huberhof im Stadtteil Pang       |    | LB-00319 | Rosenheim Drei Teilflächen: | ⊙ | 0,19 | 1. Aug. 2000  |
| Quellmoor im Burgfeld                                      |    | LB-00074 | Rosenheim | ⊙ | 2,80 | 2. Aug. 1985  |
| Legende für Geschützter Landschaftsbestandteil             |    |          | |   |      |               |